# Святоджерельна вулиця
Святоджерельна вулиця — вулиця в Голосіївському районі міста Києва, місцевість Феофанія. Пролягає від Метрологічної вулиці до вулиці Михайля Семенка.

## Історія
Виникла наприкінці 2010-х під проєктною назвою вулиця Проектна 13086. Названа на честь джерела Св. Пантелеймона, розташованого неподалік - з 2018 року.